# نوئمانتون‌آن‌سوآ
latitudeنوئمانتون‌آن‌سوآlongitudeنوئمانتون‌آن‌سوآ
نوئمانتون‌آن‌سوآ(به انگلیسی: Normanton on Soar)(IPA: /ˈnɔrməntən ən ˈsɔr/) (که بومیان آن را نوئمانتون می‌نامند) روستایی در جنوب نوتینگهامشیر در انگلستان است که نزدیک رود سوآر می‌باشد.
سکنه این روستا در سرشماری ۱۸۸۱، ۳۲۲ نفر بوده‌است و اکنون احتمالاً ۴۰۰ تا ۵۰۰ نفر در آن ساکنند.

## نگارخانه

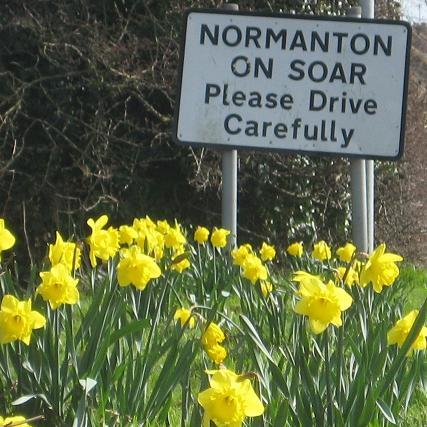
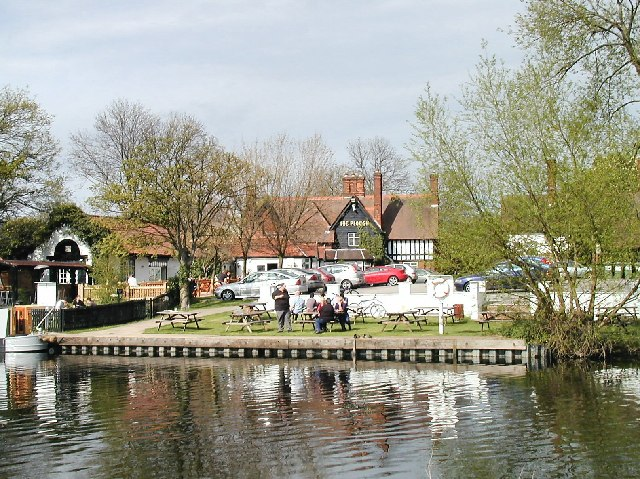